# Trélans
Trélans är en kommun i departementet Lozère i regionen Occitanien i södra Frankrike. Kommunen ligger i kantonen Saint-Germain-du-Teil som tillhör arrondissementet Mende. År 2022 hade Trélans 89 invånare.

## Befolkningsutveckling
Antalet invånare i kommunen Trélans
| Referens: INSEE |